# Mineros de Zacatecas
Mineros de Zacatecas ist ein mexikanischer Fußballverein aus Zacatecas, der Hauptstadt des gleichnamigen Bundesstaates. Seine Heimspielstätte ist das Estadio Francisco Villa.

## Geschichte
Nach dem Erwerb des Traditionsvereins CD Estudiantes Tecos durch die Grupo Pachuca und dessen Scheitern im Aufstiegsfinale zur ersten Liga gegen den Stadtrivalen Leones Negros löste die Eigentümerin des CF Pachuca und anderer Fußballclubs den im Großraum Guadalajara (in der Saison 2014/15 durch drei Erstligisten – Atlas, Chivas und Leones Negros – vertreten) beheimateten Verein auf und transferierte seine Lizenz nach Zacatecas, wo es seit dem Lizenzverkauf der Real Sociedad de Zacatecas am Ende der Saison 2002/03 keinen Zweitligafußball mehr gab. Damit hat der neue Verein einen Startplatz in der Zweitliga-Saison 2014/15 und reaktiviert – zumindest dem Namen nach – einen alten Verein, der in der Saison 1986/87 erstmals Profifußball in den Bundesstaat Zacatecas brachte, nachdem der damalige Gouverneur des Bundesstaates, Genaro Borrego Estrada, die Lizenz zur Teilnahme an der damals zweitklassigen Segunda División 'A' erworben hatte. Die Mannschaft bestand zu einem Großteil aus Spielern der eigenen Region, sollte aber systematisch mit Spielern aus anderen Regionen verstärkt werden. Dieses Vorhaben erwies sich letztendlich als Fiasko. Denn die teuer eingekauften Spieler erfüllten die in sie gesetzten Erwartungen nicht und außerdem kam es zu erheblichen Spannungen zwischen den Neuzugängen und den einheimischen Spielern. Die sportlichen Ergebnisse waren entsprechend und mündeten am Saisonende im Abstieg in die drittklassige Segunda División 'B'. Dort spielte die Mannschaft der Mineros ebenfalls nur ein Jahr, bevor sie zum Saisonende 1987/88 aufgelöst wurde.

## Basketball
Der Verein hat auch eine Basketball-Mannschaft, die in der höchsten Mexikanischen Spielklasse (Liga Nacional de Baloncesto Profesional (LNBP)) spielt.